# Nocarodes femoralis
Nocarodes femoralis är en insektsart som beskrevs av Fischer von Waldheim 1846. Nocarodes femoralis ingår i släktet Nocarodes och familjen Pamphagidae. Inga underarter finns listade i Catalogue of Life.